# أوبانازاوا (ياماغاتا)
مدينة أوبانازاوا (بالإنجليزية: Obanazawa) هي أحد المدن التابعة لمحافظة ياماغاتا. تأسست رسميًا في 10/04/1959. ويقدر عدد سكانها بـ 19937 نسمة حسب تقدير مكتب الإحصاء الياباني لعام 2012. تبلغ مساحة أوبانازاوا 372.32 كم2. بكثافة سكانية تبلغ 53.5 نسمة/كم2.